# کین (ویسکانسین)
کین (به انگلیسی: Keene) یک منطقهٔ مسکونی در ایالات متحده آمریکا است که در شهرستان پورتیج، ویسکانسین واقع شده‌است. کین ۳۲۸٫۸۸ متر بالاتر از سطح دریا واقع شده‌است.